# Pollenkalender

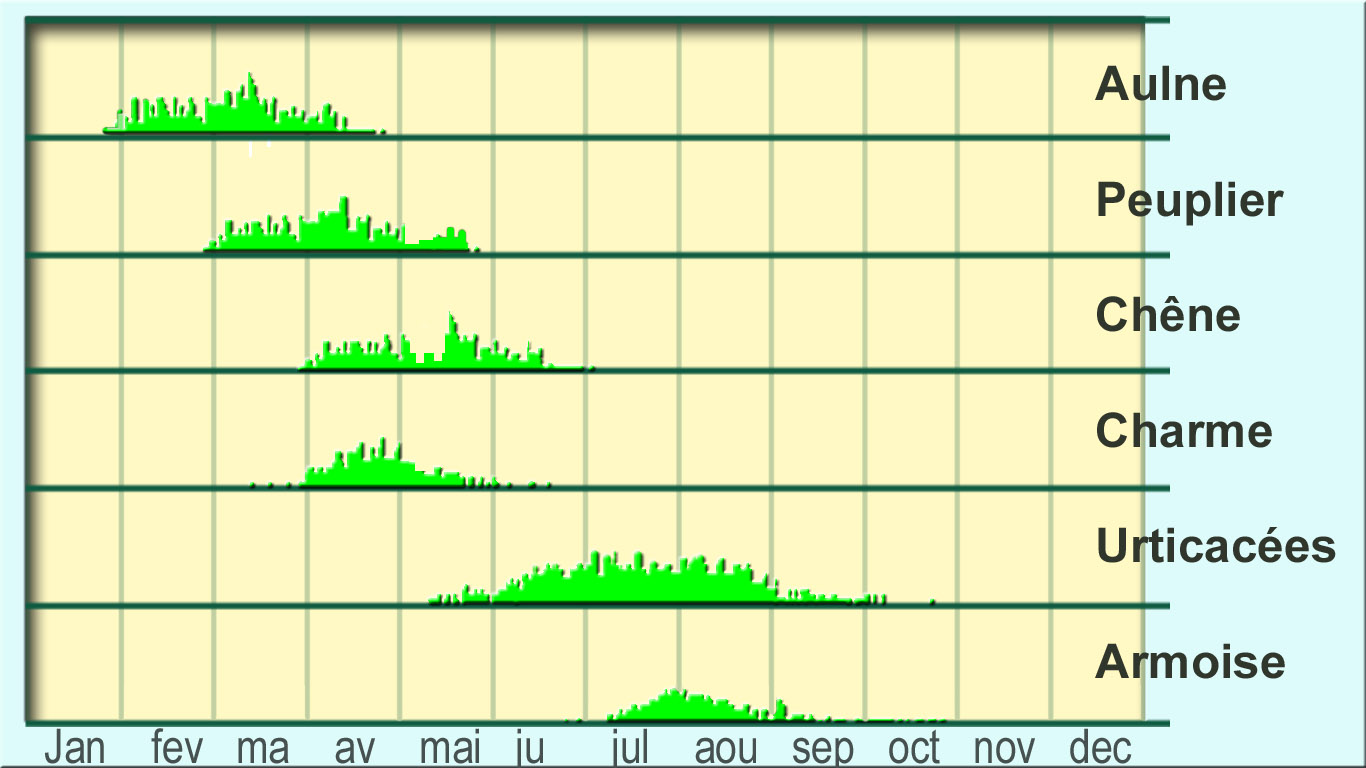
Beispiel eines Pollenkalenders für 4 Baumarten und 2 Pflanzen (französisch). Kann sich von u. a. Art und Ort unterscheiden

Der Pollenkalender oder Pollenflugkalender stellt in tabellarischer Form die Art und das zeitliche Auftreten einer Pollenbelastung dar. Durch ihn wird besonders für Allergiker eine Planung für Vorbeugungsmaßnahmen erleichtert. Im Internet gibt es dazu vielfältige Darstellungen.
Der Pollenflugkalender zeigt den für eine bestimmte Region typischen Pollenflug. Er gibt dem Allergiker eine einfache Übersicht zum Rhythmus der jahreszeitlich unterschiedlichen Stärke der Pollenfreisetzung. Der Kalender ist weiter eine wertvolle Hilfe für Ärzte beim Vergleich mit einem von der Jahreszeit abhängigen Beschwerdebild des Allergie-Patienten. Neben einem Jahresrhythmus in der Pollenfreisetzung gibt es auch einen Tagesrhythmus, der speziell für die Freizeitaktivität von Pollenallergikern von großer Bedeutung ist.
Aufgrund veränderter klimatischer Bedingungen hat sich für Allergiker die Belastung durch Pollenflug in den letzten Jahren verschlimmert.
Die Stiftung Deutscher Polleninformationsdienst hat im Februar 2008 einen aktualisierten Pollenflugkalender herausgegeben, der auf den Pollenflugdaten der Jahre 2000 bis 2007 basiert (siehe Weblinks).